# Holding On to You
Holding On to You is een nummer van de Amerikaanse muzikant Terence Trent D'Arby uit 1995. Het is de eerste single van zijn vierde studioalbum Vibrator.
Het nummer flopte in de Verenigde Staten, maar haalde wel een 33e positie in het Verenigd Koninkrijk. In de Nederlandse Top 40 werd een bescheiden 35e positie gehaald. Hiermee was "Holding On to You" de laatste Top 40-hit voor Terence Trent D'Arby in Nederland.